# Heike Brückner von Grumbkow
Heike Brückner - von Grumbkow (* 1963 in Berlin) ist eine deutsche Drehbuchautorin.

## Leben
Nach Abschluss des Studiums der Publizistik und der Kunstgeschichte an der Freien Universität Berlin (M.A.) arbeitete sie zunächst als freie Kunstmarktjournalistin und Synchronautorin. Zwischen 1993 und 1997 betreute sie für Grundy UFA laufende Projekte sowie diverse Neuentwicklungen (Verbotene Liebe, Alle zusammen, Hinter Gittern).
Nach zwei Jahren als freie Drehbuchautorin war sie von 1999 bis 2001 Producerin für die Polyphon (Polizeiruf 110 und Neuentwicklungen). Als Redakteurin bei SAT.1 leitete sie von 2001 bis 2005 die Entwicklung von Pilotfilmen (Der Duft des Geldes, Körner und Köter) und neuen Serien (Der Elefant – Mord verjährt nie, K11 – Kommissare im Einsatz) und betreute bestehende Formate (Für alle Fälle Stefanie). 
Die Erfinderin der Roten Rosen schrieb 2006 zusammen mit ihrem älteren Bruder Jörg Brückner das Konzept der ursprünglich als Telenovela geplanten täglichen Serie für Multimedia Niedersachsen und baute als Headautorin das Story- und Script-Department auf. 2019 wurde die 3000. Folge ausgestrahlt. Ebenfalls zusammen mit Jörg Brückner entstand die Serie Blutige Anfänger, die seit Januar 2020 im ZDF ausgestrahlt und von ihr als Headautorin geprägt wird.
2014 entstand in Zusammenarbeit mit Jochen von Grumbkow Ein blinder Held – Die Liebe des Otto Weidt. Der halbdokumentarische Film erhielt Auszeichnungen auf Festivals in Seoul (für Edgar Selge als bester Schauspieler), Haifa, Houston und New York. Das Nachfolgeprojekt der Autoren war das filmische Doppelporträt Mata Hari und Mademoiselle Docteur.
Ihre beruflichen Erfahrungen gibt Heike Brückner von Grumbkow an der Leuphana Universität Lüneburg an Autorennachwuchs weiter. Sie lebt mit Mann und Kind in Berlin.

## Werke (Auswahl)
- 1994: Unter uns 1 (Daily, RTL, Grundy UFA)
- 1995/96: Verbotene Liebe 1 (Daily, RTL, Grundy UFA)
- 1996: Alle zusammen – jeder für sich 1 (Konzept, Daily, RTL 2, Grundy UFA)
- 1998: First Love – Die große Liebe 1 (Reihe, ZDF, UFA)
- 1999: Unser Charly 1 (Serie, ZDF, Phoenix)
- 1999: Die Rote Meile 1 (Konzept, Bücher, Serie, SAT.1, Bavaria)
- 1999/2014: SOKO 5113 1 (Serie, ZDF, UFA)
- 2004: Bianca – Wege zum Glück 2 (Telenovela, ZDF, UFA/Teamworx)
- 2006: Rote Rosen 1 (Konzept, Bücher, Teamaufbau, Serie, ARD, Studio Hamburg Serienwerft Lüneburg)
- 2007: Geld.Macht.Liebe 1 (Konzept, Bücher, Serie, ARD, Tivoli Film)
- seit 2010: Notruf Hafenkante 1 (Serie, ZDF, Studio Hamburg)
- 2014: Ein blinder Held – Die Liebe des Otto Weidt (Spielfilm, ARD, Vincent TV)
- 2017: Mata Hari – Tanz mit dem Tod (Spielfilm, ARD, Vincent TV)
- 2020: Blutige Anfänger 1 (Serie, ZDF, Studio TV)
- 2020: Sechs auf einen Streich – Das Märchen vom goldenen Taler (Fernsehreihe)